# ناحیه ثنیه
ناحیه ثنیه (به عربی: دائرة الثنیة) یک ناحیه در الجزایر است که در استان بومرداس واقع شده‌است. ناحیه ثنیه ۵۲٬۴۴۸ نفر جمعیت دارد.